# Neptis poultoni
Neptis poultoni är en fjärilsart som beskrevs av Eltringham 1912. Neptis poultoni ingår i släktet Neptis och familjen praktfjärilar. Inga underarter finns listade i Catalogue of Life.